# EMule Plus
eMule Plus是一个自由开源的P2P文件共享软件，它是一款eMule兼容软件，由旧版的eMule修改而成，在GPL协议下发布。eMule Plus相对eMule有一些GUI和效率上的改进，但是不支持现在eMule所支持的Kad网络和eMule模糊协议。